# Selahattin Ülkümen

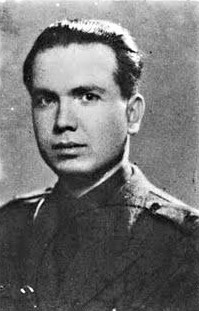
Selahattin Ülkümen en su tiempo en el ejército (1930)

Selahattin Ülkümen o Selâhattin Ülkümen (Antioquía, 14 de enero de 1914 - Estambul, 7 de junio de 2003) fue un diplomático turco conocido y reconocido por salvar a judíos durante la Segunda Guerra Mundial. En 1989 fue honrado como uno más de los Justos entre las Naciones.